# 上尾市図書館
上尾市図書館（あげおしとしょかん）は、埼玉県上尾市が設立・運営する公共図書館である。

## 概要
この上尾市図書館は上尾市が運営する公立図書館であり、同市に在住・在勤・在学する者の他、さいたま市・蓮田市・桶川市・北足立郡伊奈町の在住者も広域利用により利用することができる。
上尾市では本館の他、上尾駅前分館・大石分館・瓦葺分館・平方分館・たちばな分館が設けられている。また、上平公民館・原市公民館・大谷公民館においても図書室が設けられており貸出・返却業務も行っている。

## 沿革
- 1971年（昭和46年）4月 - 上尾市図書館が市役所敷地内に開設。
- 1972年（昭和47年）5月 - 市内を巡回する移動図書館「そよかぜ号」を運営開始[3]。
- 1981年（昭和56年）6月 - 本館が現在地に新設開館した。
- 1985年（昭和60年）5月 - 上平公民館に図書室を開設する[4]。
- 1986年（昭和61年）11月 - 平方東小学校内に平方分館を開設する。
- 1987年（昭和62年）5月 - 瓦葺分館を開設する。
- 1988年（昭和63年）5月 - 原市公民館に図書室を開設する。
- 1991年（平成3年）2月 - 大石公民館に図書室を開設する。
- 1993年（平成5年）6月 - 大谷公民館に図書室を開設する。
- 1994年（平成6年）
  - 3月 - 移動図書館を廃止。
  - 10月 - 図書館の四市一町（上尾市、浦和・大宮・与野市（現さいたま市）、伊奈町）での広域利用を開始する[3]。
- 1996年（平成8年）9月 - 瓦葺分館、およびその事務室を増築する。
- 2005年（平成17年）4月 - 複合施設「平方支所・図書館たちばな分消防署」がオープン[5]され、 たちばな分館を開設する。
- 2006年（平成18年）1月 - 上尾駅前分館を開設する。
- 2007年（平成19年）10月 - 大石公民館の図書室を閉鎖する。
- 2008年（平成20年）1月 - 複合施設「大石支所・図書館分西消防署」がオープンされ、 大石分館を開設する。
- 2009年（平成21年）1月 - 北上尾駅改札前にブックポストを設置。
- 2011年（平成23年）3月 - 平方分館が東日本大震災により一部損壊する。同年7月に修繕工事が完了する。
- 2012年（平成24年）7月 - 上尾駅西口にブックポストを設置。
- 2014年（平成26年）11月 - 「（仮称）上尾市中央図書館基本構想（案）」策定[6]。
- 2016年（平成28年）7月 - 国立国会図書館の図書館向けデジタル化資料送信サービスを開始。
- 2017年（平成29年）度 - 本館と青少年センターを統合した「新図書館・複合施設」が上平公園西側等にて着工予定。
- 2017年（平成29年）1月5日 - 上尾市図書館の移転計画をめぐり、市民団体のメンバーらは、市が結んだ高額の用地買収契約は地方自治法に違反し無効として、売却元の企業と当時の市長に対し買収費用に当たる約9,500万円を請求するよう市に求める住民訴訟をさいたま地方裁判所に起こした[7]。なお、1審の2021年5月26日の判決では住民側が敗訴している。
- 2018年（平成30年）6月 - 14日行なわれた定例市議会で、維持費など財政上の問題のほか、本館は町の中心にあるべきとの考えから市長は現在の本館を当面の間存続させ、取得した建設予定地には図書館分館を含む複合施設を整備する方針への転換を表明する[8][9][10]。

## 本館
所在地
- 埼玉県上尾市上町1丁目7-1

アクセス
- 上尾駅東口より北へ徒歩にて約4分。

休館日
- 毎週月曜日 - 祭日の場合は開館で、翌日の振り替え休館は無し。この他、例外あり[11]。

開館時間
- 火曜日 - 日曜日 - 9時00分 - 19時00分
- 1階児童室 - 9時00分 - 17時00分

## 上尾駅前分館
所在地
- 埼玉県上尾市柏座1丁目1-15

アクセス
- 上尾駅東口より徒歩にて約1分。

休館日
- 毎週月曜日 - この他、例外あり。[11]

開館時間

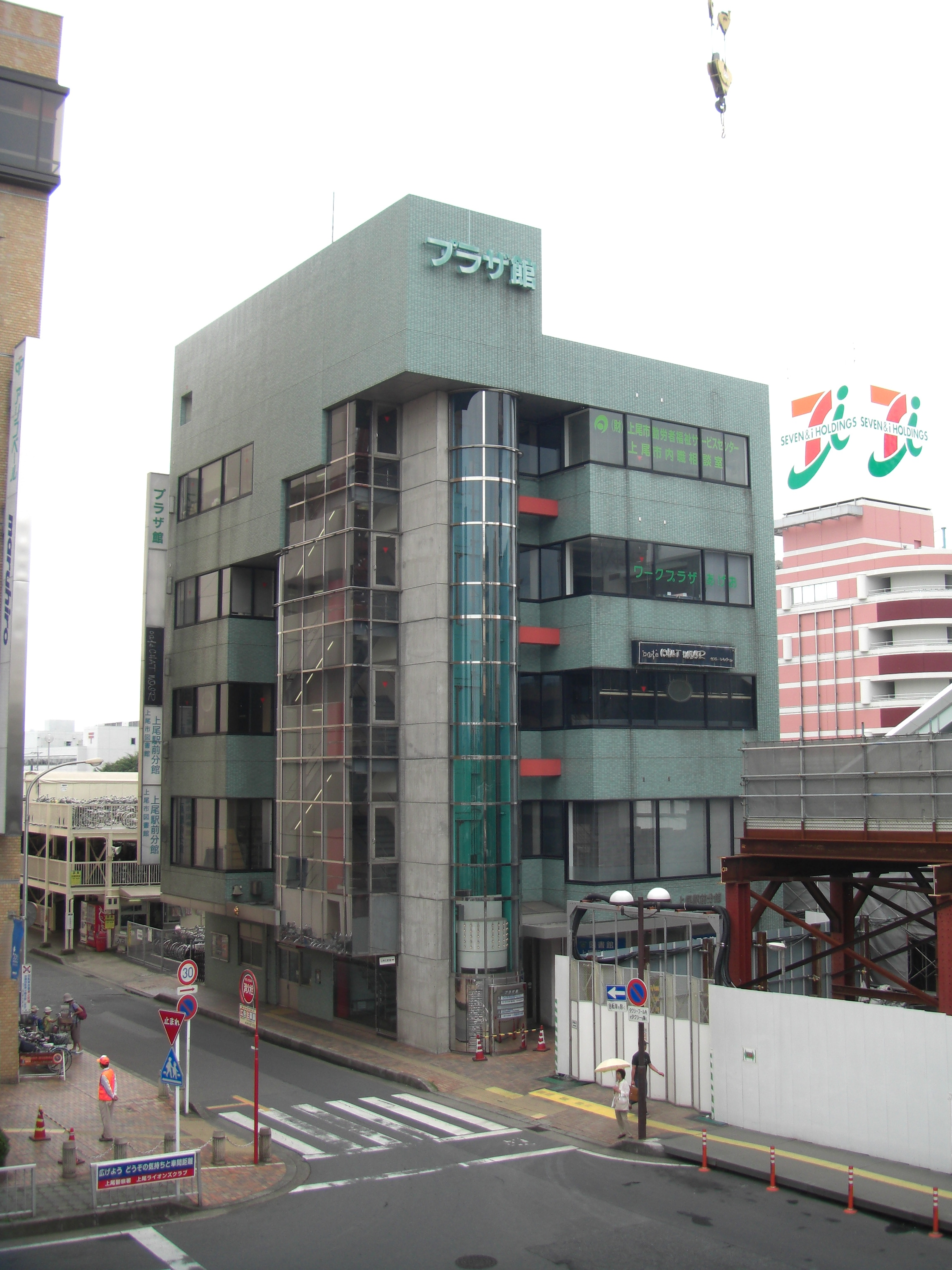
入居する上尾駅東口アリコベールプラザ館

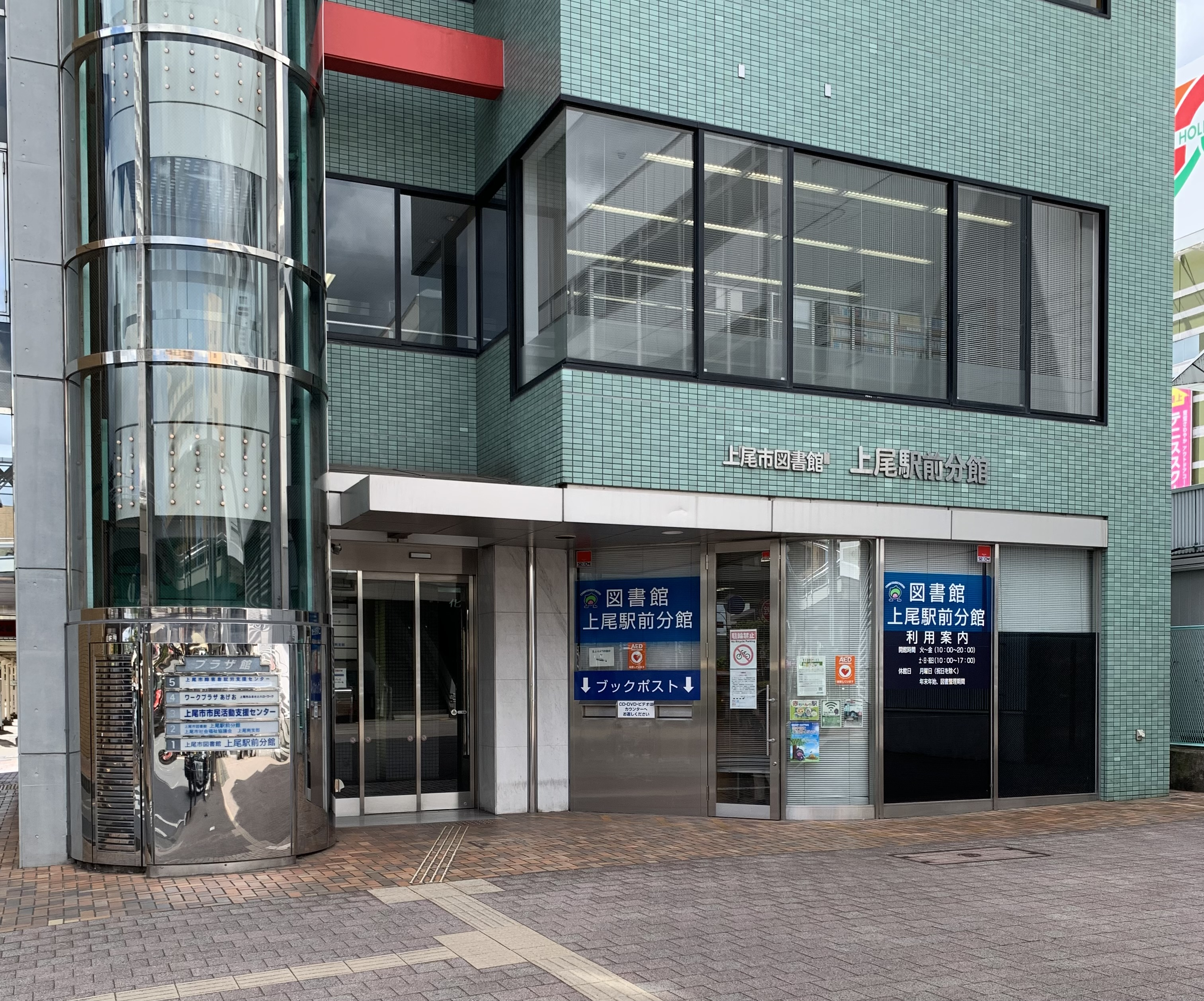
上尾市図書館 上尾駅前分館（1F・2Fの一部）

- 火曜日 - 金曜日 - 10時00分 - 20時00分
- 土曜日・日曜日・祝日 - 10時00分 - 17時00分

## 大石分館
所在地
- 埼玉県上尾市中分1町目232

休館日
- 毎週月曜日 - この他、例外あり。[11]

開館時間
- 火曜日 - 日曜日 - 10時00分 - 17時00分

## 瓦葺分館
所在地
- 埼玉県上尾市大字瓦葺2528-3

休館日
- 毎週月曜日 - この他、例外あり。[11]

開館時間
- 火曜日 - 日曜日 - 10時00分 - 17時00分

## 平方分館
所在地
- 埼玉県上尾市大字平方4354-2

休館日
- 毎週月曜日 - この他、例外あり。[11]

開館時間
- 火曜日 - 金曜日 - 13時30分 - 17時00分
- 土曜日・日曜日・祝日・夏休み期間 - 10時00分 - 17時00分

## たちばな分館
所在地
- 埼玉県上尾市大字平方1713-1

休館日
- 毎週月曜日 - この他、例外あり。[11]

開館時間
- 火曜日 - 金曜日 - 13時30分 - 17時00分
- 土曜日・日曜日・祝日・夏休み期間 - 10時00分 - 17時00分